# Rowan Elaraby
Rowan Elaraby, née le 29 juillet 2000 à Alexandrie, est une joueuse professionnelle de squash représentant l'Égypte. Elle atteint le 7e rang mondial en juin 2022, son meilleur classement. Elle est championne du monde junior en 2017 et en 2018.

## Biographie
Elle est championne du monde junior en 2017 face à Hania El Hammamy après s'être inclinée l'année précédente en finale face à la tenante du titre Nouran Gohar. Elle conserve son titre l'année suivante lors d'une finale revanche de l'année précédente. En mars 2019, elle élimine la 11e joueuse mondiale Annie Au au 1er tour du tournoi PSA Gold  Black Ball Squash Open avant de s'incliner au tour suivant face à la no 1 mondiale Raneem El Weleily.
Lors de l'US Open 2019, elle marque les esprits en s'imposant face à Ho Tze-Lok puis face à la 14e mondiale, l'Anglaise Victoria Lust et enfin face à la 6e mondiale Joelle King atteignant ainsi pour la première fois les quarts de finale d'un tournoi platinum,. Grâce à ces bonnes performances, elle intègre pour la première fois le top 20 en novembre 2019. En février 2020 lors du tournoi Windy City Open, elle bat pour la première fois une joueuse du top 5, la tenante du titre Nour El Tayeb,. En septembre 2021, elle intègre pour la première fois le top 10.
Elle remporte son plus gros titre en avril 2022 avec le tournoi Carol Weymuller Open.
En février 2024 à l'occasion du tournoi DAC Pro Squash Classic, elle bat pour la première fois de sa carrière l'ancienne no 1 mondiale Nouran Gohar.

## Palmarès

### Titres
- Carol Weymuller Open : 2022
- Championnats du monde junior : 2 titres (2017, 2018)

### Finales
- DAC Pro Squash Classic 2024
- Championnats du monde junior : 2016